# Atalante (Schiff, 1953)
Die Atalante war ein griechisches Kreuzfahrtschiff. Sie wurde 1953 als Linienpassagierschiff Tahitien für die französische Messageries Maritimes in Dienst gestellt und stand seit 1972 für Kreuzfahrten im Einsatz. Nach einer 51 Jahre andauernden Dienstzeit ging die Atalante im November 2004 zum Abbruch ins indische Alang.

## Geschichte
Die Tahitien entstand unter der Baunummer ME2 in der Werft von A&C de France in Dünkirchen und lief am 10. Oktober 1952 vom Stapel. Nach der Übernahme durch Messageries Maritimes im April 1953 nahm das Schiff am 4. Mai 1953 den Liniendienst zwischen Marseille und Französisch-Polynesien auf. Sie ergänzte hierbei ihr schon 1952 in Dienst gestelltes Schwesterschiff Calédonien, das bereits 1974 zum Abbruch ging.
Die Tahitien wurde fast 20 Jahre lang im Liniendienst eingesetzt, bis sie Anfang der 1970er Jahre wegen der starken Konkurrenz durch Flugzeuge unrentabel wurde. Sie wurde daher 1972 zusammen mit anderen Schiffen der Reederei zum Verkauf angeboten. Im selben Jahr erwarb die in Limassol ansässige Reederei Aphrodite Cruises (später Mediterranean Sun Cruises) das Schiff, benannte es um in Atalante, baute es für Kreuzfahrten um und setzte es fortan im Mittelmeer ein. 1978 wurde die Atalante modernisiert.
1991 ging die Atalante unter dem Namen Homericus unter Charter für ein Jahr an die griechische Epirotiki Lines, um kurzfristig die ursprünglich ebenfalls für Messageries Maritimes gebaute und im August 1991 in einem Sturm gesunkene Oceanos zu ersetzen. Hierbei bestand für die Epitoriki Lines auch eine Kaufoption, die sie jedoch nicht wahrnahm: Nach dieser Charter wurde das Schiff wieder in Atalante umbenannt und zunächst aufgelegt.
1993 ging die Atalante in den Besitz von Paradise Cruises über und erhielt einen umfassenden Umbau. Unter anderem wurden dabei die Aufbauten erweitert, um eine neue Showlounge und zusätzliche Kabinen unterbringen zu können. Sie stand anschließend erfolgreich für Mittelmeerkreuzfahrten im Einsatz, bis im Sommer 2004 die Preise für Altmetall so hoch angestiegen waren, dass die Reederei das 51 Jahre alte Schiff aufgrund seines Alters und trotz seines guten Zustands zum Abbruch verkaufte. Nach dem Ende ihrer letzten Kreuzfahrt am 1. November 2004 wurde die Atalante ab dem 14. November ins indische Alang überführt, wo sie am 25. November zum Abbruch eintraf. Der Abbruch des Schiffes war bis zum Frühjahr 2005 abgeschlossen.